# به‌سوی خورشید
به‌سوی خورشید (لهستانی: Idę do słońca) یک فیلم مستند به کارگردانی آندری وایدا است که در سال ۱۹۵۵ منتشر شد.
این فیلم دربارهٔ زندگیِ هنرمند لهستانی کساوری دونیکوفسکی است.